# Radovna-vallei
Radovna-vallei is een vallei (dal) ten zuiden van Mojstrana behorende bij de gemeente Kranjska Gora in de regio Gorenjska gelegen in de Julische Alpen in het zuidwesten van Slovenië.
Aan het begin ligt het dorp Zgornja Radovna en de berg Triglav en de Rž in het Triglav Nationaal Park. In de vallei ligt het Pocar farmhouse.